# Foobar2000
foobar2000 är en gratis mediespelare för musik till Windows utvecklad av Peter Pawlowski. Spelaren har snabbt blivit populär för sitt enkla gränssnitt och goda ljudkvalitet.[källa behövs]

## Funktioner
Även om spelaren har ett enkelt gränssnitt har den flertalet funktioner och inställningar som finns i de vanligaste stora mediespelarna som till exempel Winamp. Programmet hanterar insticksmoduler (eng. plugins) för att utöka funktionerna i programmet, däribland uppspelning av olika ljudfilformat. 
En populär insticksmodul är Columns UI som kan användas för att visa information i kolumner. Det finns även insticksmoduler för att visa CD-omslag (s.k. album art) direkt i programmet eller för att skicka låtinformation till Last.fm.